# Xenia Valderi
Xenia Valderi, pseudonimo di Xenia Valdameri Boncelli (Spalato, 21 gennaio 1926 – Castelnuovo di Porto, 3 novembre 2008), è stata un'attrice italiana.

## Biografia

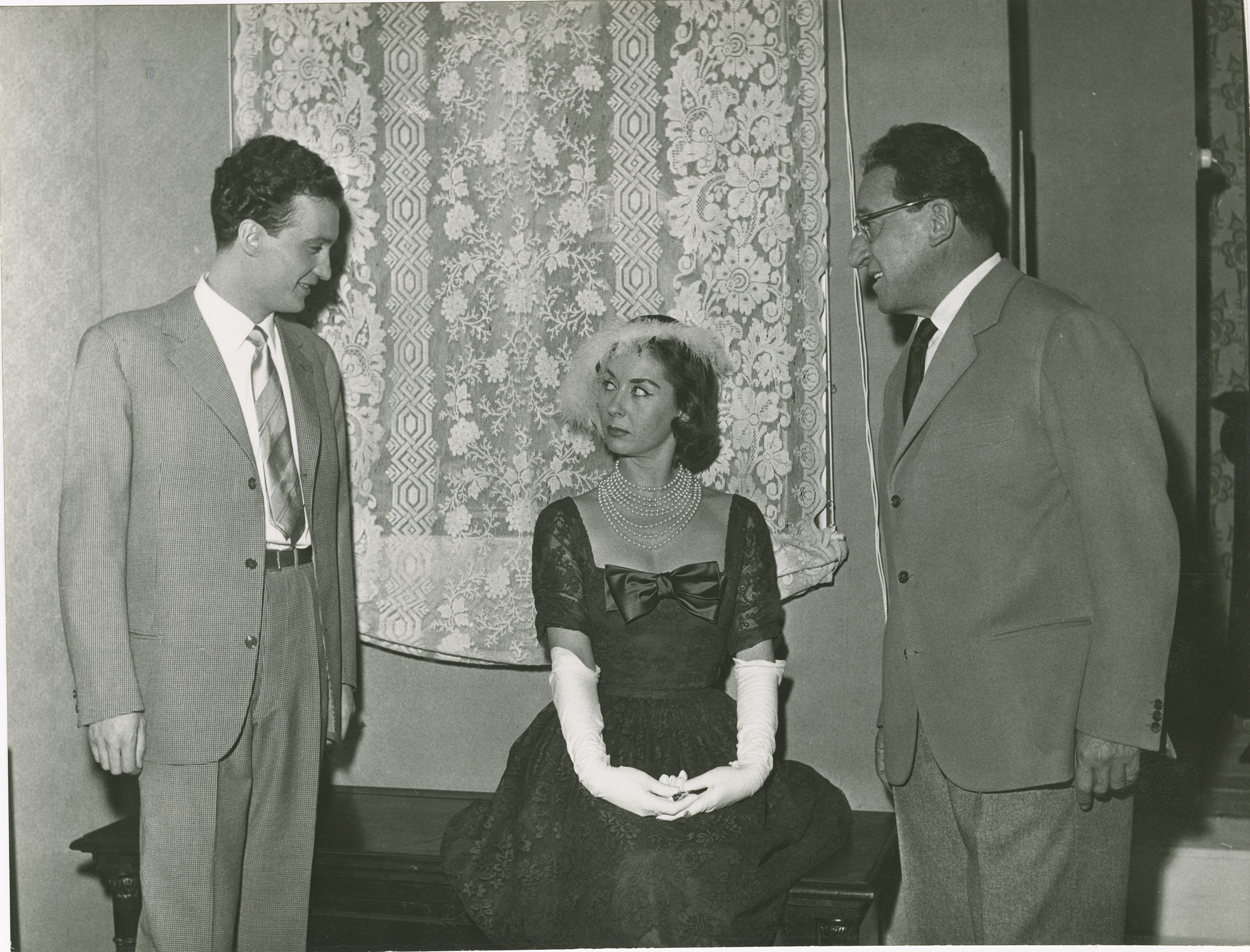
Xenia Valderi con Nando Gazzolo e Carlo Ninchi durante la rappresentazione della commedia La prova decisiva di Mario Soldati. Teatro Olimpia di Milano (1955)

Nata a Spalato si trasferisce ventenne a Roma, per tentare la carriera nel mondo del cinema, dopo alcuni provini debutta davanti alla cinepresa nel 1953, diretta da Gianni Puccini, in una piccola parte, poi sarà Michelangelo Antonioni a sceglierla per due film.
Nel 1955 Maner Lualdi la scrittura per la sua compagnia teatrale dove recita per due stagioni, successivamente sarà con Ugo Tognazzi e nel cast della commedia musicale di Garinei e Giovannini Un paio d'ali.
Avrà modo di recitare anche in qualche commedia televisiva della Rai, dalla fine degli anni cinquanta, per poi ritirarsi definitivamente alla metà degli anni sessanta.

## Filmografia

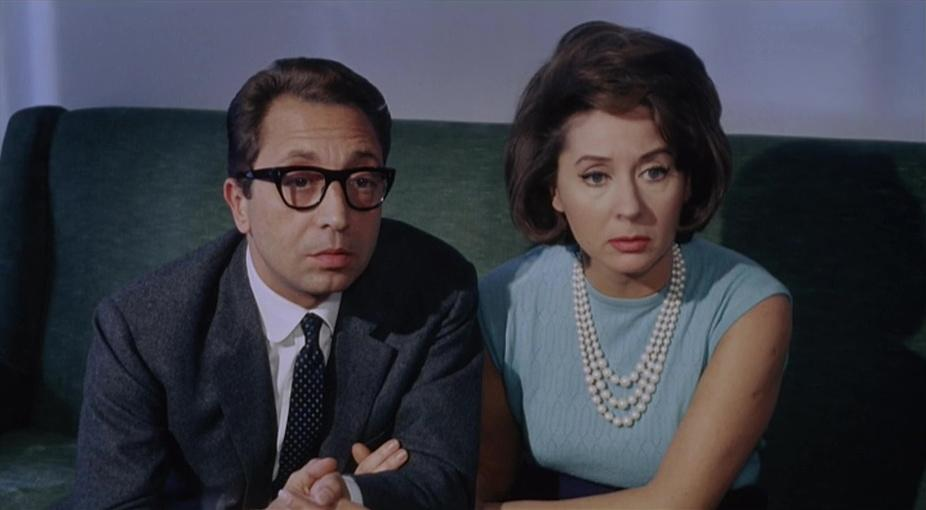
Xenia Valderi con Aroldo Tieri in La ballata dei mariti (1963) di Fabrizio Taglioni

- Il capitano di Venezia, regia di Gianni Puccini (1952)
- Il tallone d'Achille, regia di Mario Amendola e Ruggero Maccari (1952)
- La signora senza camelie, regia di Michelangelo Antonioni (1953)
- L'età dell'amore, regia di Lionello De Felice (1953)
- La valigia dei sogni, regia di Luigi Comencini (1953)
- Perdonami!, regia di Mario Costa (1953)
- Cento anni d'amore, regia di Lionello De Felice, episodio Amore '54 (1954)
- Il prigioniero del re, regia di Giorgio Rivalta (1954)
- La corda d'acciaio, regia di Carlo Borghesio (1954)
- Cuore di mamma, regia di Luigi Capuano (1954)
- La romana, regia di Luigi Zampa (1954)
- Disperato addio, regia di Lionello De Felice (1955)
- Il bidone, regia di Federico Fellini (1955)
- Come te movi, te fulmino!, regia di Mario Mattoli (1958)
- Avventura a Capri, regia di Giuseppe Lipartiti (1959)
- Non perdiamo la testa, regia di Mario Mattoli (1958)
- Le cameriere, regia di Carlo Ludovico Bragaglia (1959)
- La ballata dei mariti, regia di Fabrizio Taglioni (1963)
- Gli imbroglioni, regia di Lucio Fulci (1963)
- Deserto rosso, regia di Michelangelo Antonioni (1964)
- Mi vedrai tornare, regia di Ettore Maria Fizzarotti (1966)

## Teatro
- Papà mio marito di Hennequin e Mitchel, regia di Ugo Tognazzi. Prima al Teatro Manzoni di Milano, il 17 agosto 1956.
- Un paio d'ali di Garinei e Giovannini, regia degli autori. Prima al Teatro Sistina di Roma (dicembre 1957)

## Prosa televisiva Rai
- Aeroporto, regia di Maner Lualdi, trasmessa il 2 marzo 1956.
- Il principale, regia di Alessandro Brissoni, trasmessa il 27 marzo 1956.

## Doppiatrici
- Renata Marini in Il tallone di Achille, La romana
- Lydia Simoneschi in Il prigioniero del re
- Dhia Cristiani in Disperato addio
- Clara Bindi in Mi vedrai tornare